# Ладягина, Инна Геннадиевна
Инна Геннадиевна Ладягина (род. 14 сентября 1988 — 2012) — российская фигуристка, выступавшая в танцах на льду. В паре с Антоном Шабалиным была серебряным призёром финала Кубка России (2005). Мастер спорта России.
Родилась и занималась фигурным катанием в Тольятти. На соревнованиях представляла тольяттинскую ШВСМ №4. Тренировалась в группе танцев на льду Олега Судакова. Её партнёром по танцам на льду был Антон Шабалин, с которым она каталась на протяжении пяти сезонов. 
На юниорском уровне Ладягина и Шабалин завоевали бронзовые награды финала Кубка России 2003 года. В том же сезоне они финишировали одиннадцатыми на юниорском Первенстве России. Во взрослом катании пара трижды участвовала в чемпионате страны, занимая седьмое, девятое и восьмое места. По итогам финального турнира Кубка России в 2005 году тольяттинские фигуристы оказались на второй строчке зачёта.
После завершения соревновательной карьеры каталась в американском ледовом шоу «Disney on Ice». С 2008 года работала тренером и хореографом. Среди её учеников были Александр Евменов, Екатерина и Елена Исайчевы.
Скончалась в 2012 году.

## Результаты
(В паре с Антоном Шабалиным)
| Соревнования       | 01/02 | 02/03 | 03/04 | 04/05 | 05/06 |
| ------------------ | ----- | ----- | ----- | ----- | ----- |
| Чемпионат России   |       |       | 7     | 9     | 8     |
| Финал Кубка России |       | 3 кмс |       | 2     |       |
| Первенство России  | 13    | 11    |       |       |       |